# Fachverband der Chemischen Industrie Österreichs
Der Fachverband der Chemischen Industrie Österreichs – FCIO ist die gesetzliche Interessenvertretung der chemischen Industrie in Österreich.

## Aufgaben
Der Verband umfasst rund 280 Mitgliedsfirmen der chemischen Industrie und setzt sich für deren wirtschafts- und bildungspolitischen Rahmenbedingungen ein. Der FCIO begutachtet Gesetze und vertritt die gemeinsamen Interessen seiner Mitglieder gegenüber Behörden, Politik und der Öffentlichkeit. Zugleich ist der Fachverband Kollektivvertragspartner und vertritt die Arbeitgeberinteressen der chemischen Industrie gegenüber den Gewerkschaften.
Über den nationalen Bereich hinaus bringt sich der FCIO in die Weiterentwicklung der europäischen Chemiepolitik durch seine Mitarbeit beim europäischen Chemieverband CEFIC und beim Arbeitgeberverband ECEG ein. Über den Fachverband sind auch die Unternehmen der österreichischen chemischen Industrie in europäischen Branchen-Organisationen vertreten.

## Daten
Der Verband wird durch die Funktionäre des Fachverbandsausschusses repräsentiert. Der Fachverbandsausschuss wird alle fünf Jahre von den Mitgliedsfirmen der chemischen Industrie gewählt. An der Spitze stehen der Obmann Hubert Culik (Rembrandtin Lack GmbH Nfg. KG) und seine Stellvertreter Alexander Bouvier (Treibacher Industrie AG) und Helmut Schwarzl (Geberit Produktions GmbH & Co KG). Geleitet wird der FCIO durch die Geschäftsführerin Sylvia Hofinger. 2020 erwirtschafteten die Mitgliedsunternehmen einen Produktionswert von rund € 15 Mrd. und beschäftigten ca. 47.000 Mitarbeiter.